# قسم دامن كوه الريفي (مقاطعة إسفراين)
قسم دامن كوه الريفي (بالفارسية: دهستان دامن کوه) هي منطقة ريفية تقع في ناحية مركزية في إيران. يقدر عدد سكانها بـ 7,887 نسمة .